# رمز انتخابي

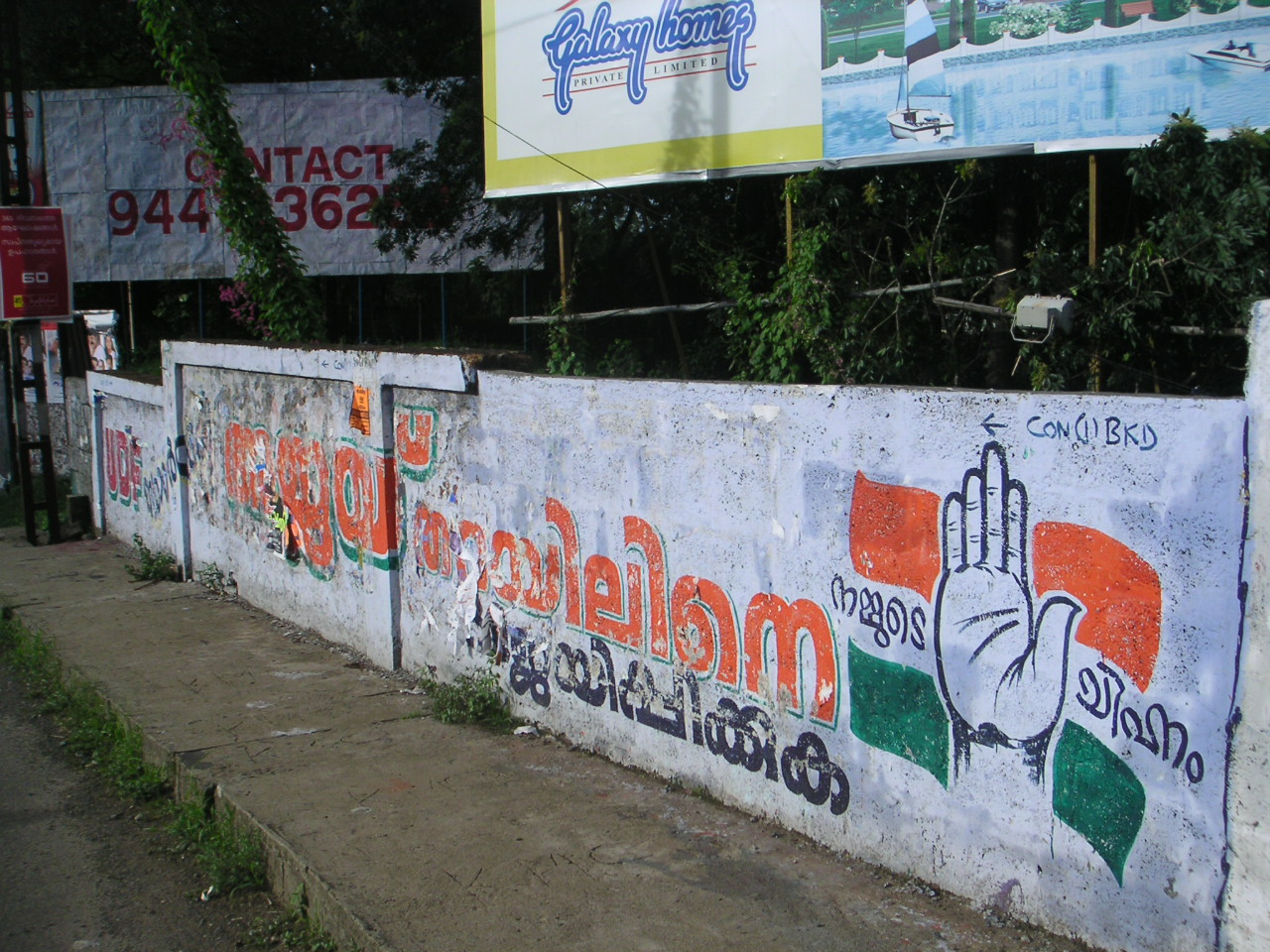

الرمز الانتخابي هو رمز موحد مخصص لحزب سياسي. تستخدم الأحزاب الرموز الانتخابية في حملتها الانتخابية، ويتم طباعتها على أوراق الاقتراع حيث يجب على الناخب وضع علامة للتصويت للحزب الذي يُفضله. الغرض الرئيس للرموز الانتخابية هو تسهيل التصويت للأميين، الذين لا يستطيعون قراءة أسماء الأحزاب في أوراق الاقتراع. ومن أمثلة الرموز الانتخابية رأس الفيل وثلاث أزهار لوتس (الحزب الديمقراطي الكمبودي) ويد (المؤتمر الوطني الهندي) ومراكب شراعية (رابطة عوامي البنغلاديشية). في البرازيل، يتم تخصيص رقم مُكوَّن من خانتين للأحزاب، بحيث يسهل على الأميين التعرف على الأحزاب.